# Gafsa

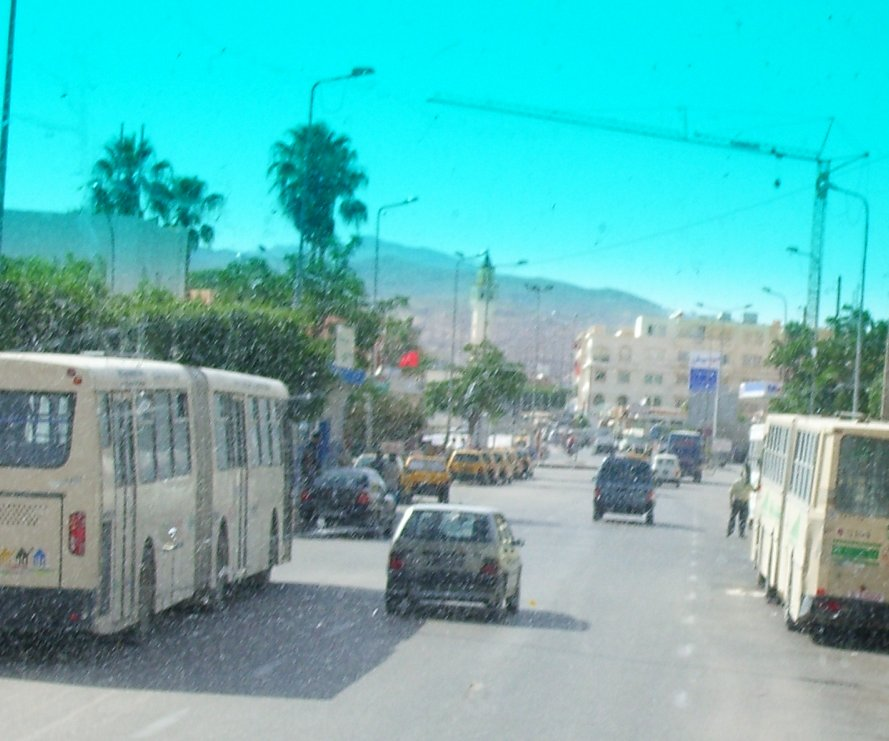
Zona cèntrica de Gafsa

Gafsa (àrab: قفصة, Qafsa, pronunciat localment Gafsa; llatí: Capsa o Cafsa) és una ciutat de Tunísia, capital de la governació homònima, amb més de 100.000 habitants. Està formada per dues delegacions: Gafsa nord i Gafsa sud, el territori de les quals s'estén molt més enllà de la ciutat.

## Economia
La seva economia depèn principalment de l'explotació dels fosfats trobats a la rodalia, a Mdhilla, Metlaoui, Redeyef i Moularès, descoberts el 1885.
Gafsa és també un oasi amb unes 100.000 palmeres, però els dàtils no són de gaire qualitat. S'hi cultiven també llegums.
Com a atractius turístics, té unes «piscines» (banys) romanes, restaurades fa uns anys; l'alcassaba; la gran mesquita o les muralles romanoorientals. Darrerament, s'hi han construït jardins públics i s'hi han millorat les carreteres per tal d'atreure turistes. Al nord de la ciutat s'hi ha obert un complex turístic.

## Geografia
La ciutat es troba a la falda del Djebel Ben Younes, que està situat entre les muntanyes Djebel Bou Ramli i les muntanyes Djebel Orbata (1.165 metres).

## Història

### Edat antiga
Antigament, fou una ciutat del sud del Regne de Numídia, en un oasi enmig del desert. La llegenda diu que fou fundada per l'«Hèrcules libi», segurament el mateix que Polibi i Diodor anomenen Hecatòmpil. Els historiadors àrabs consideren que la va fundar el llegendari Shsantiyan, esclau de Nemrod, rei de Caldea. El més probable, però, és que fos fundada pels cartaginesos.
Durant la Guerra de Jugurta, va ser el lloc on el rei va guardar un temps els seus tresors i li va concedir exempció d'impostos. Fou ocupada i destruïda per Gai Mari el 107 aC, però fou reconstruïda i convertida en colònia romana per Trajà.
El nom llatí de Gafsa, Capsa, fou utilitzat per Jacques de Morgan, a partir de 1909, per donar nom a algunes civilitzacions del Paleolític i mesolític: civilitzacions capsianes, capsià.
Al final del segle iii, els amazics van esdevenir més agressius, de forma que els romans van abandonar progressivament la regió, fins que finalment el poder romà en va desaparèixer sota l'empenta dels vàndals. Aquestos la van dominar fins a la mort de Genseric (477), quan fou ocupada pels amazics, que la van erigir en capital d'un regne que fou sotmès pels romans d'Orient sota Justinià I (527-565). Sota els romans d'Orient, fou capital de la província Bizacena i, el 540, Salomó hi va construir una nova muralla i la ciutat es va dir des de llavors Capsa Justiniana.

### Edat mitjana
Els àrabs van arribar a la rodalia de Gafsa després d'obtenir una gran victòria sobre els romans d'Orient a Sbeitla, en la qual va morir el patrici Gregori (647). El 667, la ciutat fou ocupada per Uqba ibn Nafi, però no la va conservar, i Hassan ibn an-Numan la va recuperar el 78 de l'hègira (697/698).

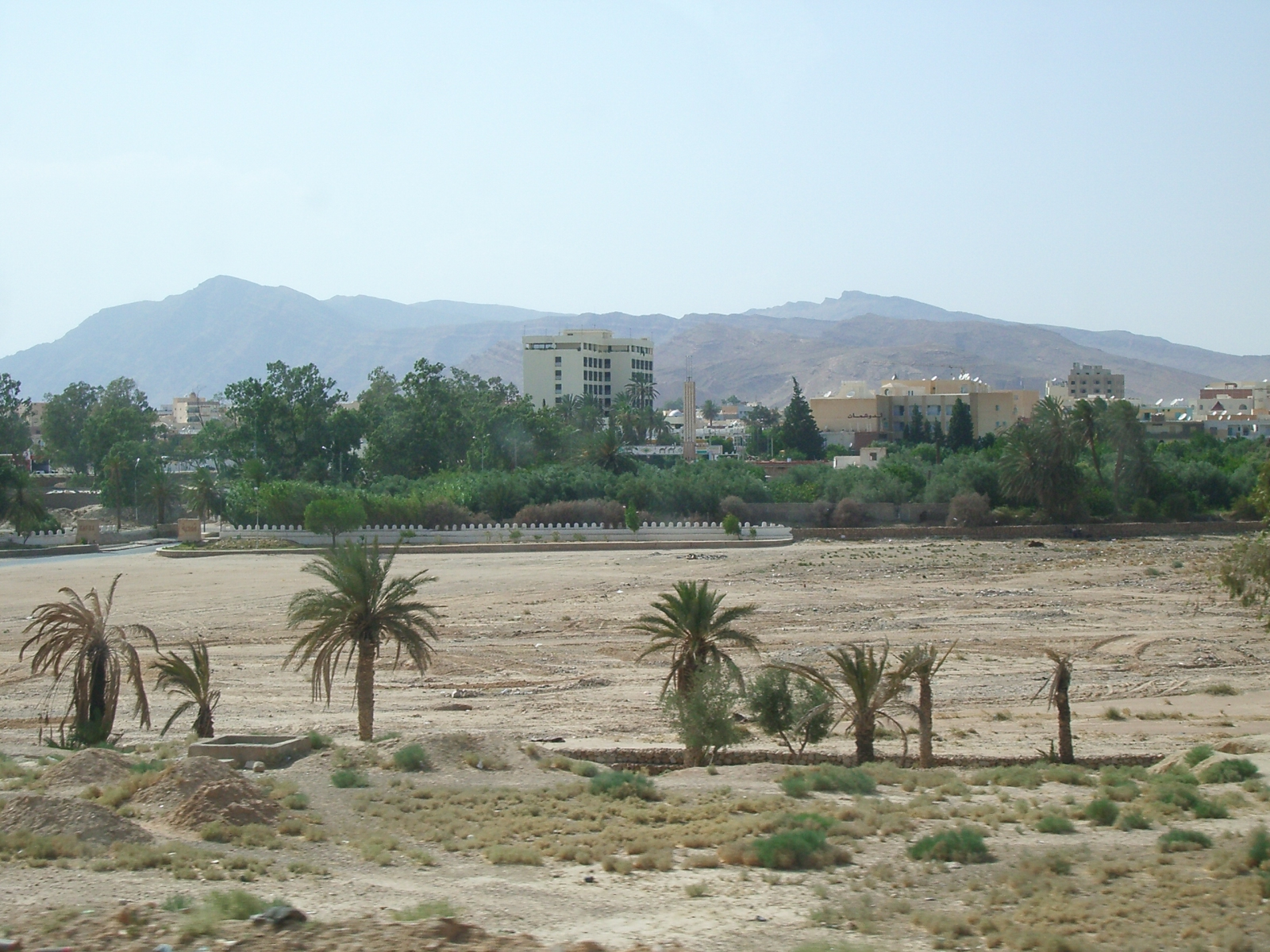
Rodalia de Gafsa

Al segle següent, fou poblada pels luwata, zuwagha i miknasa, que seguien les doctrines kharigites; l'imam Abd-al-Wahhab (784-823) hi tenia un àmil o perceptor d'impostos per als ibadites, que tanmateix hi actuava clandestinament, ja que la ciutat mai no va fer part de l'imamat rustúmida. Aquests grups kharigites van participar en la revolta del 839, que va afectar la regió de Qastíliya, però, derrotats, foren severament castigats per l'emir aglàbida Abu-Iqal.
Va ser després dels fatimites i zírides, i del 1053 al 1159, quan fou capital d'un estat independent que abraçava tota la regió de Qastíliya (l'actual regió del Djerid), fundat pel governador zírida Abd-Al·lah Muhàmmad ibn ar-Rand, que es va proclamar independent aprofitant l'enfonsament zírida davant la invasió dels hilalians. Va governar fins al 1073. Va haver de pagar tribut a les tribus nòmades àrabs, sobretot als Riyah; la seva cort va atreure poetes i savis.
Els almohades van conquerir el petit emirat el 1159 i Abd-al-Mumin ibn Alí va conquerir la ciutat després d'un setge. L'autoritat almohade fou disputada per l'aventurer armeni Qaràqux i pels mallorquins Banu Ghàniya. La dinastia enderrocada dels Banu r-Rand també resistia. A petició dels habitants de la ciutat, que van matar el governador almohade del qual estaven descontents, Ibn al-Muïzz hi va restablir els Banu r-Rand. El califa Abu-Yaqub Yússuf va venir des Marràqueix a assetjar la ciutat el 1180 i en va obtenir una efímera submissió, però aviat fou ocupada pels Banu Ghàniya. El califa al-Mansur la va assetjar amb un fort exèrcit el 583 de l'hègira (1187-1188), i fou conquerida i les fortificacions arrasades; els ciutadans només van conservar les terres com a colons mitgers.
Amb els hàfsides no va trobar l'estabilitat, car el 1282 el pretendent usurpador Ibn Abi-Umara (1282-1284) la va ocupar. El 1284, es va fer independent sota una dinastia local, la dinastia de Banu l-Abid, suposadament d'ascendència àrab. Sota l'hàfsida Abu-Bakr (1318-1348), es van perdre, al començament del regnat, les províncies del sud i, quan buscava reconquerir-les, va assetjar Gafsa el 1335 i la va ocupar, i en va donar el govern al seu fill Abu-l-Abbàs; va repartir terres entre els habitants més pobres. Del 1348 al 1350, els marínides hi van imposar la seva hegemonia i després va recuperar la seva virtual independència amb Àhmad ibn Úmar ibn al-Abid, i després amb el seu fill Muhàmmad ibn Àhmad.
L'hàfsida Abu-l-Abbàs (1370-1394), antic governador de la ciutat, va reconquerir el seu regne i, el 1378, va assetjar Gafsa, que es va haver de sotmetre, i va deixar-ne el seu fill Abu-Bakr com a governador. El 1391, en morir el governador, de nom at-Turaykí, s'hi van produir avalots, que foren aprofitats per ad-Dunaydin per a restaurar al seu favor la dinastia dels Banu l-Abid. El 1393, Abu-l-Abbàs va tornar a la ciutat, però fou derrotat parcialment i li va costar molt obtenir-ne una submissió que, a més, no era ferma. A la seva mort, pocs mesos després, va pujar al tron hàfsida Abu-Faris (1394-1434), però a Gafsa el Banu l-Abid es van tornar a independitzar. El 1400, Abu-Faris va ocupar Gafsa, va arrasar les fortificacions i va eliminar-ne definitivament els Banu l-Abid. La ciutat fou visitada el 1435 per l'emir hàfsida Muhàmmad al-Múntasir (1434-1435).

### Edat moderna
El 1550, Dragut, nomenat governador de Trípoli, la va atacar i en un primer moment va fracassar, però finalment la va ocupar el 20 de desembre del 1556. En aquell moment va començar la seva decadència, i cada any va perdre població fins a convertir-se en un llogaret.

### Edat contemporània
Gafsa, convertida en un petit oasi amb pocs habitants, fou ocupada pels francesos el 20 de novembre del 1881. Els anys 1942 i 1943 va patir alguns atacs alemanys i el 1943 les muralles de Gafsa van quedar destruïdes per l'explosió d'un magatzem de municions dels aliats.
Modernament, el fet més important és l'anomenat incident de Gafsa (27 de gener del 1980), quan uns 300 exiliats tunisians entrenats a Líbia van atacar la ciutat, el centre d'una zona on hi havia força descontentament i van intentar revoltar el país sencer. En els dies següents 48 persones van morir en els combats i 30 rebels foren executats més tard.

## Administració
És el centre de la municipalitat o baladiyya homònima, amb codi geogràfic 61 11 (ISO 3166-2:TN-12), dividida en dues circumscripcions o dàïres:
- Gafsa (61 11 11)
- Cité Ennour (61 11 12)

Al mateix temps, està repartida entre dues delegacions o mutamadiyyes, Gafsa Nord (61 51), Gafsa Sud (61 54), al seu torn dividides en set i dotze sectors o imades, respectivament.

## Personalitats
La Unió General Tunisiana del Treball va sorgir, entre d'altres, de l'acció del sindicalista Ahmed Tlili, nadiu de Gafsa. Altres personalitats locals són Mohammed Gammoudi, primer atleta tunisià que va obtenir una medalla d'or als jocs olímpics, el 1968 en la prova dels deu mil metres, i Mohamed Kerrou, historiador i poeta.
A França, el mestre Glay Mourdi Abid, que va obtenir el reconeixement del govern francès el 2004 per la seva tasca educadora, era originari de la ciutat.